# Dorcopsulus vanheurni
Dorcopsulus vanheurni — вид родини Кенгурових. Етимологія: вид названо на честь сера Вільяма Маклея (англ. William John Macleay, 1820–1891), австралійського політика і натураліста. Вид живе у високих гірських лісах на всій території центрального гірського ланцюга на острові Нова Гвінея. Зустрічається в первинних і вторинних лісах. Домашній діапазон становить близько 1-1,5 га. Він використовує дірки в землі для спочинку. Часто буває пов'язаний з маленьких потічками. Самиці народжують одне-два маля. 

## Загрози та охорона
Цей вид знаходиться під загрозою місцевого надмірного полювання на продовольство. Також повсюдно знищується натуралізованими собаками. Вид зустрічається в кількох охоронних районах.